# Liolaemus rosenmanni
Liolaemus rosenmanni — вид ігуаноподібних ящірок родини Liolaemidae. Ендемік Чилі.

## Поширення і екологія
Liolaemus rosenmanni мешкають у високогір'ях Анд в регіоні Атакама. Вони живуть на високогірних луках Альтоандіни, на берегах струмків. Зустрічаються на висоті від 1960 до 4200 м над рівнем моря. Є живородними, живляться безхребетними.

## Збереження
МСОП класифікує стан збереження цього виду як близький до загрозливого. Liolaemus rosenmanni загрожує знищення природного середовища.